# ラール地方
ラール地方（ラールちほう、ベンガル語: রাঢ়, 英語: Rarh region）は西ベンガル州の西部高地 (en) またはチョーター・ナーグプル高原 (en) とガンジス・デルタの間にはさまれた地方を指す (地方行政区分ではない)。全体的に、おおよそ海抜50〜100mである。